# Santa Cruz Ayotuzco
Santa Cruz Ayotuxco (del nahuatl ayotochtli=armadillo y co=lugar:"Lugar de Armadillos"),es una localidad del Municipio de Huixquilucan,limita al norte con el vecino municipio de Naucalpan de Juárez (localidades de Villa Alpina y San José Tejamanil),al sur con San Francisco Ayotuxco y San Francisco Dos Rios,al este con San Cristóbal Texcalucan y La Magdalena Chichicaspa y al oeste con Agua Blanca.
La página oficial de esta  comunidad es  https://ayotuxco.infinityfreeapp.com